# Al-Kuwait Sports Club
El Al-Kuwait Sports Club (en árabe: نادي الكويت الرياضي‎) es un equipo de fútbol profesional de Kuwait, fundado el 20 de octubre de 1960. El club ha ganado en 15 ocasiones la Liga Premier de Kuwait, la más reciente en el 2018-19.

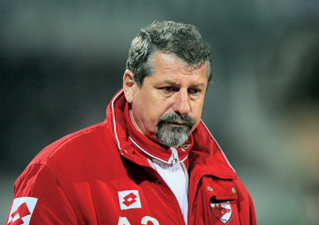
Ion Marin dirigió al club de 2012 a 2014, ganando la liga en el 2012–13 y la Copa de la AFC en 2012 y 2013.

## Historia
Fue fundado el 20 de octubre de 1960 y cuenta con otras representaciones deportivas en balonmano, baloncesto, voleibol, waterpolo, racquetball, atletismo, gimnasia, natación, boxeo, judo y halterofilia. Cuenta con una revista propia que se publica mensualmente desde el año 2007.

## Palmarés

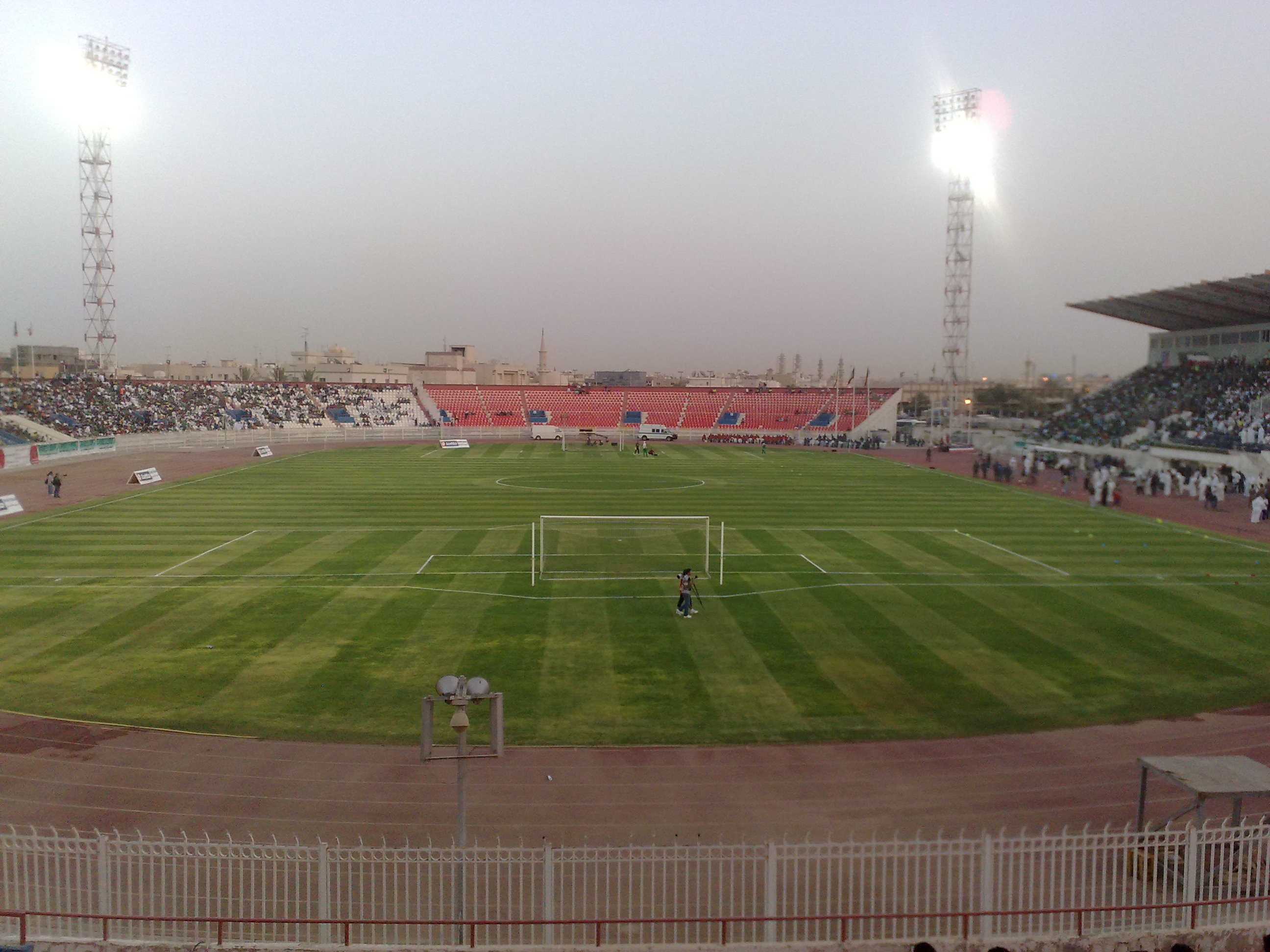
El Estadio Al Kuwait Sports Club antes de la final de la Copa del Emir del 2009 ante el Al Arabi, la cual el Kuwait SC ganó.

### Torneos Nacionales (60)
- Liga Premier de Kuwait (19): 1965, 1968, 1972, 1974, 1977, 1979, 2001, 2006, 2007, 2008, 2013, 2015, 2017, 2018, 2019, 2020, 2022, 2023, 2024
- Copa del Emir de Kuwait (16): 1976, 1977, 1978, 1980, 1985, 1987, 1988, 2002, 2009, 2014, 2016, 2017, 2018, 2019, 2021, 2023
- Copa de la Corona de Kuwait (9): 1994, 2003, 2008, 2010, 2011, 2017, 2019, 2020, 2021
- Copa Federación de Kuwait (5): 1978, 1992, 2010, 2012, 2015
- Supercopa de Kuwait (8): 2010, 2015, 2016, 2017, 2020,2022, 2023, 2024
- Copa Al Kurafi (1): 2005
- Kuwait Joint League (2): 1976/77, 1988/89

### Torneos internacionales (3)
- Copa AFC (3): 2009, 2012, 2013
- Subcampeón de la Copa AFC (1): 2011

### Amistosos (1)
- Torneo Internacional Bani Yas (1): 2012

## Participación en competiciones de la AFC
| Temporada | Torneo                   | Ronda            | País           | Club                  | Casa                  | Visita                |
| --------- | ------------------------ | ---------------- | -------------- | --------------------- | --------------------- | --------------------- |
| 2001–02   | Copa de Clubes de Asia   | 1                | Siria          | Jableh                | 2–0                   | 0–0                   |
| 2001–02   | Copa de Clubes de Asia   | 2                | Palestina      | Hilal Al-Quds         | 3–2                   | 6–1                   |
| 2001–02   | Copa de Clubes de Asia   | Grupos           | Uzbekistán     | Nasaf Qarshi          | 1-1                   | 1-1                   |
| 2001–02   | Copa de Clubes de Asia   | Grupos           | EAU            | Al-Wahda              | 2-2                   | 2-2                   |
| 2001–02   | Copa de Clubes de Asia   | Grupos           | Irán           | Esteghlal             | 0–3                   | 0–3                   |
| 2002–03   | Champions League         | 2                | EAU            | Al-Ahli               | 3–1                   | 0–2                   |
| 2005      | Champions League         | Grupos           | Uzbekistán     | Neftchi               | 1–0                   | 0–1                   |
| 2005      | Champions League         | Grupos           | Catar          | Al-Sadd               | 0–1                   | 0–1                   |
| 2005      | Champions League         | Grupos           | EAU            | Al-Ahli               | 1–0                   | 3–3                   |
| 2007      | Champions League         | Grupos           | Arabia Saudita | Al-Hilal              | 0–0                   | 1–1                   |
| 2007      | Champions League         | Grupos           | Uzbekistán     | Pakhtakor             | 0–1                   | 1–2                   |
| 2008      | Champions League         | Grupos           | Irán           | Saipa                 | 1–1                   | 0–1                   |
| 2008      | Champions League         | Grupos           | Irak           | Al-Quwa Al-Jawiya     | 1–2                   | 0–0                   |
| 2008      | Champions League         | Grupos           | EAU            | Al-Wasl               | 2–1                   | 0–1                   |
| 2009      | Copa AFC                 | Grupos           | Jordania       | Al-Wahdat             | 1–0                   | 1–1                   |
| 2009      | Copa AFC                 | Grupos           | Siria          | Al-Karamah            | 2–1                   | 1–2                   |
| 2009      | Copa AFC                 | Grupos           | India          | Mohun Bagan           | 6–0                   | 1–0                   |
| 2009      | Copa AFC                 | Octavos de final | India          | Dempo                 | 3–1                   | 3–1                   |
| 2009      | Copa AFC                 | Cuartos de final | Irak           | Arbil                 | 1–1                   | 1–0                   |
| 2009      | Copa AFC                 | Semifinal        | Hong Kong      | South China AA        | 2–1                   | 1–0                   |
| 2009      | Copa AFC                 | Final            | Siria          | Al Karamah FC         | 2–1                   | 2–1                   |
| 2010      | Copa AFC                 | Grupos           | Yemen          | Al Hilal              | 2–2                   | 2–0                   |
| 2010      | Copa AFC                 | Grupos           | India          | Churchill Brothers SC | 7–1                   | 2–2                   |
| 2010      | Copa AFC                 | Octavos de final | Siria          | Al-Ittihad            | 1–1(t.e.) (4–5) pen.) | 1–1(t.e.) (4–5) pen.) |
| 2011      | Copa AFC                 | Grupos           | Jordania       | Al-Wehdat             | 1–3                   | 0–1                   |
| 2011      | Copa AFC                 | Grupos           | Omán           | Al-Suwaiq             | 0–0                   | 3–1                   |
| 2011      | Copa AFC                 | Grupos           | Irak           | Al-Talaba             | 1–0                   | 2–1                   |
| 2011      | Copa AFC                 | Octavos de final | Kuwait         | Qadsia SC             | 2–2(t.e.) 3–2(pen.)   | 2–2(t.e.) 3–2(pen.)   |
| 2011      | Copa AFC                 | Cuartos de final | Tailandia      | Muangthong United     | 1–0                   | 0–0                   |
| 2011      | Copa AFC                 | SemiFinal        | Irak           | Arbil                 | 3–3                   | 2–0                   |
| 2011      | Copa AFC                 | Final            | Uzbekistán     | Nasaf Qarshi          | 1–2                   | 1–2                   |
| 2012      | Copa AFC                 | Grupos           | Arabia Saudita | Al-Ettifaq            | 1-5                   | 2-2                   |
| 2012      | Copa AFC                 | Grupos           | Maldivas       | VB Sports             | 7-1                   | 2-2                   |
| 2012      | Copa AFC                 | Grupos           | Líbano         | Al Ahed               | 1–0                   | 4–0                   |
| 2012      | Copa AFC                 | Octavos de final | Kuwait         | Qadsia SC             | 1–1(t.e.) 3–1(pen.)   | 1–1(t.e.) 3–1(pen.)   |
| 2012      | Copa AFC                 | Cuartos de final | Jordania       | Al-Wehdat             | 0–0                   | 3–0                   |
| 2012      | Copa AFC                 | Semifinal        | Arabia Saudita | Al-Ettifaq            | 4-1                   | 2-0                   |
| 2012      | Copa AFC                 | Final            | Irak           | Arbil                 | 4-0                   | 4-0                   |
| 2013      | Copa AFC                 | Grupos           | Tayikistán     | Regar-TadAZ           | 5–0                   | 3–1                   |
| 2013      | Copa AFC                 | Grupos           | Líbano         | Al-Safa               | 3–1                   | 0–1                   |
| 2013      | Copa AFC                 | Grupos           | Baréin         | Riffa SC              | 2–3                   | 2–0                   |
| 2013      | Copa AFC                 | Octavos de final | Irak           | Dohuk                 | 1–1(aet) 4–1(p)       | 1–1(aet) 4–1(p)       |
| 2013      | Copa AFC                 | Cuartos de final | Maldivas       | New Radiant           | 5–0                   | 7–2                   |
| 2013      | Copa AFC                 | Semifinal        | India          | East Bengal           | 4–2                   | 3–0                   |
| 2013      | Copa AFC                 | Final            | Kuwait         | Al-Qadsia             | 2–0                   | 2–0                   |
| 2014      | AFC Champions League     | 1                | Irak           | Al-Shorta             | 1-0                   | 1-0                   |
| 2014      | AFC Champions League     | 2                | Uzbekistán     | Lokomotiv Tashkent    | 3-1                   | 3-1                   |
| 2014      | AFC Champions League     | 3                | Catar          | Lekhwiya SC           | 1-4                   | 1-4                   |
| 2014      | AFC Cup                  | Grupos           | Líbano         | Nejmeh SC             | 2–1                   | 0–0                   |
| 2014      | AFC Cup                  | Grupos           | Omán           | Fanja                 | 4–0                   | 1–3                   |
| 2014      | AFC Cup                  | Grupos           | Siria          | Al-Jaish              | 2–0                   | 2–0                   |
| 2014      | AFC Cup                  | 1/16             | Baréin         | Al Riffa              | 2–0                   | 2–0                   |
| 2014      | AFC Cup                  | Cuartos de final | Indonesia      | Persipura Jayapura    | 3–2                   | 1–6                   |
| 2015      | AFC Cup                  | Grupos           | Líbano         | Nejmeh SC             | 4–1                   | 2–1                   |
| 2015      | AFC Cup                  | Grupos           | Baréin         | Al Riffa              | 2–1                   | 1–2                   |
| 2015      | AFC Cup                  | Grupos           | Siria          | Al-Jaish              | 0–1                   | 0–0                   |
| 2015      | AFC Cup                  | 1/16             | Irak           | Al-Shorta SC          | 2–0                   | 2–0                   |
| 2019      | AFC Champions League     | 1ª Preliminar    | Jordania       | Al-Wehdat SC          | 3–2                   | 3–2                   |
| 2019      | AFC Champions League     | 2ª Preliminar    | Irán           | Zob Ahan FC           | 0–1                   | 0–1                   |
| 2019      | AFC Cup                  | Fase de grupos   | Jordania       | Al-Jazeera Club       | 1–2                   | 0–1                   |
| 2019      | AFC Cup                  | Fase de grupos   | Baréin         | Al-Najma              | 2–1                   | 1–0                   |
| 2019      | AFC Cup                  | Fase de grupos   | Siria          | Al-Ittihad            | 0–0                   | 2–0                   |
| 2020      | AFC Champions League     | 1ª Preliminar    | Jordania       | Al-Faisaly            | 2–1                   | 2–1                   |
| 2020      | AFC Champions League     | 2ª Preliminar    | Irán           | Esteghlal             | 0–3                   | 0–3                   |
| 2020      | AFC Cup                  | Fase de grupos   | Líbano         | Al-Ansar              | 1–0                   | –                     |
| 2020      | AFC Cup                  | Fase de grupos   | Siria          | Al-Wathba             | –                     | 0–0                   |
| 2020      | AFC Cup                  | Fase de grupos   | Jordania       | Al-Faisaly            | –                     | –                     |
| 2021      | AFC Cup                  | Fase de grupos   | Palestina      | Markaz Shabab         | 4–1                   | 4–1                   |
| 2021      | AFC Cup                  | Fase de grupos   | Siria          | Teshrin               | 3–3                   | 3–3                   |
| 2021      | AFC Cup                  | Fase de grupos   | Jordania       | Al-Faisaly            | 1–0                   | 1–0                   |
| 2021      | AFC Cup                  | Cuartos de final | Jordania       | Al-Salt               | 2–0                   | 2–0                   |
| 2021      | AFC Cup                  | Final de zona    | Baréin         | Al-Muharraq           | 0–2                   | 0–2                   |
| 2022      | AFC Cup                  | Fase de grupos   | Líbano         | Al-Ansar              | 1–1                   | 1–1                   |
| 2022      | AFC Cup                  | Fase de grupos   | Omán           | Al-Seeb               | 2–1                   | 2–1                   |
| 2022      | AFC Cup                  | Fase de grupos   | Siria          | Jableh                | 0–0                   | 0–0                   |
| 2023–24   | AFC Cup                  | Fase de grupos   | Irak           | Al-Kahraba            | 0–1                   | 0–0                   |
| 2023–24   | AFC Cup                  | Fase de grupos   | Jordania       | Al-Wehdat             | 2–1                   | 1–1                   |
| 2023–24   | AFC Cup                  | Fase de grupos   | Siria          | Al-Ittihad            | 1–1                   | 1–1                   |
| 2024–25   | AFC Champions League Two | Fase de grupos   | Uzbekistán     | Nasaf Qarshi          | 1–1                   | 2–1                   |
| 2024–25   | AFC Champions League Two | Fase de grupos   | Jordania       | Al-Hussein            | 2–2                   | 1–2                   |
| 2024–25   | AFC Champions League Two | Fase de grupos   | EAU            | Shabab Al-Ahli        | 3–3                   | 1–4                   |

## Jugadores

### Jugadores destacados
| - Bashar Abdullah - Mohamed Abdullah - Abdulaziz Al-Anberi - Khaled Al Fadhli - Saleh Al Hasawi - Saad Al Hooty - Khaled Al Shammari - Yaqoub Al Taher - Ahmed Al-Tarabilsi - Waleed Ali - Faraj Laheeb - Abdullah Nahar - Abdulla Al Marzooqi - Hussain Ali Baba - A'ala Hubail - Mohamed Hubail - Talal Yousef - Reza Hassanzadeh - Samad Marfavi - Ahmed Hamid (retirado) | - Hassan Abdel-Fattah - Ra'fat Ali - Ismail Al-Ajmi - Khalifa Ayil - Meshaal Hamed - Jehad Al Hussein - André Macanga - Maurito - Daniel Moncharé - Arnaud Seumen - Boris Kabi - Sami El-Sheshini - Osama Nabih - Lassana Fané - Mohamed Armoumen - Pape Cire Dia - Ziad Jaziri - Issam Jemâa - Chadi Hammami - Alessandro Oliveira | - Careca - Denis Marques - Fabiano Cabral - Rogerinho - Sananduva - Somália - Vampeta - Vitinho - Geoff Hurst - Vjatšeslav Zahovaiko - Andre Pereira |

## Entrenadores

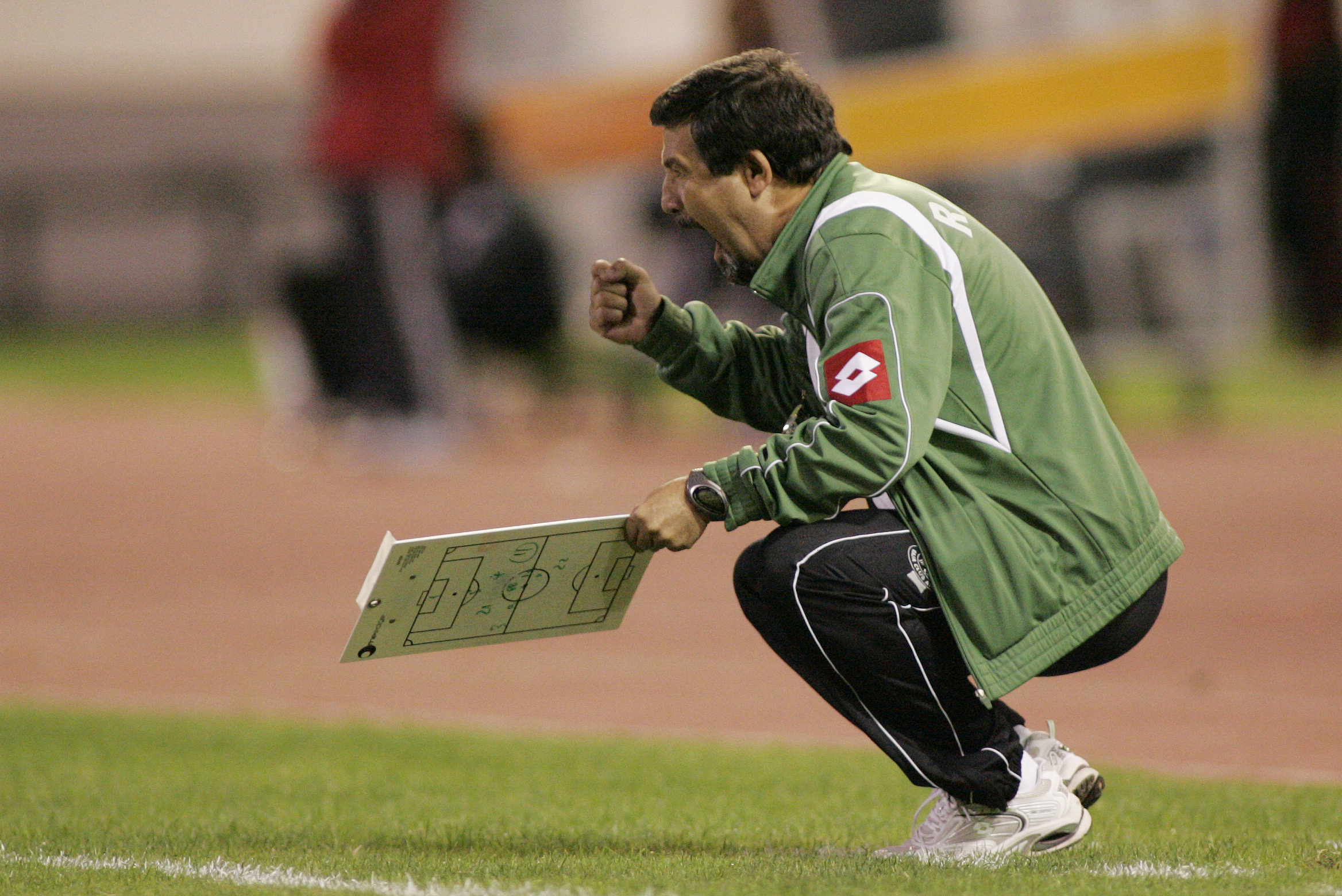
José Romão, entrenador en la temporada 2010/11.

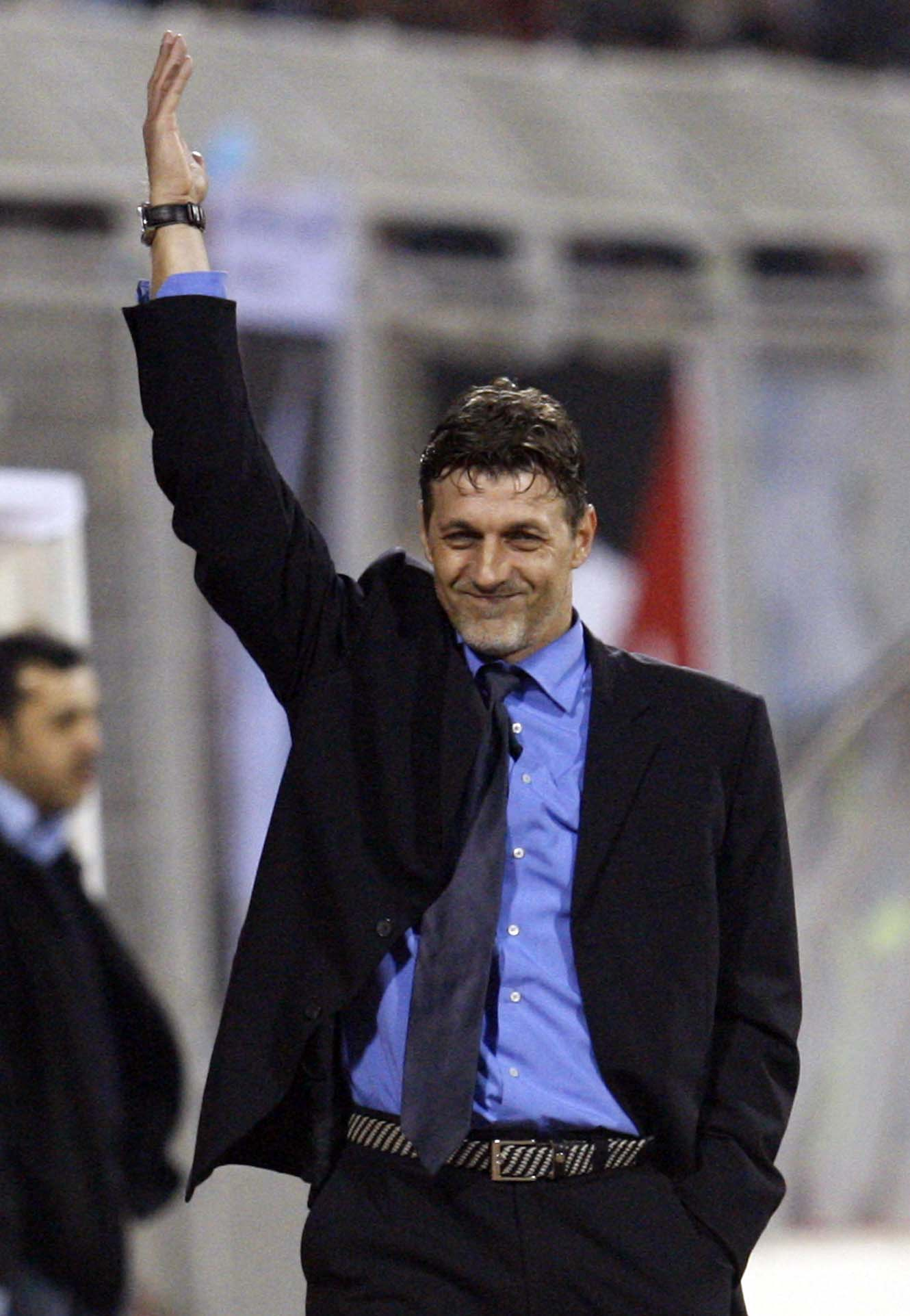
Dragan Talajic, entrenador entre las temporadas 2011/12 y 2013/14.

| Periodo                    | Nombre                   | País         |
| -------------------------- | ------------------------ | ------------ |
| 1987-89                    | Allan Jones              | Ucrania      |
| 1989–96                    | John Cartwright          | Inglaterra   |
| 1996                       | Oleh Bazylevych          | Ucrania      |
| 1996–97                    | Slobodan Pavković        | Yugoslavia   |
| 2001–02                    | Rainer Bonhof            | Alemania     |
| 2002–03                    | Ján Pivarník             | Eslovaquia   |
| 2003                       | Saleh Zakaria            | Kuwait       |
| 2003–04                    | Giba                     | Brasil       |
| 2004                       | Saleh Zakaria            | Kuwait       |
| 2004                       | Mohamed Abdullah         | Kuwait       |
| 2005                       | Theo Bücker              | Alemania     |
| 2005–06                    | Rodion Gačanin           | Croacia      |
| 2006                       | Mohamed Abdullah         | Kuwait       |
| 2006–07                    | Willem Leushuis          | Países Bajos |
| 2007                       | Mohamed Abdullah         | Kuwait       |
| Julio de 2007–junio 08     | Rodion Gačanin           | Croacia      |
| Junio–octubre de 2008      | Radmilo Ivančević        | Serbia       |
| Noviembre de 2008–junio 09 | Laurent Banide           | Francia      |
| Julio–septiembre de 2009   | Néstor Clausen           | Argentina    |
| Octubre–diciembre de 2009  | Mohamed Abdullah         | Kuwait       |
| Enero–abril de 2010        | Arthur Bernardes         | Brasil       |
| Abril–mayo de 2010         | Mohamed Abdullah         | Kuwait       |
| Mayo de 2010–junio 11      | José Romão               | Portugal     |
| Julio de 2011–marzo 12     | Dragan Talajić           | Croacia      |
| Marzo–junio de 2012        | Mohamed Abdullah         | Kuwait       |
| Julio de 2012–2014         | Ion Marin                | Rumania      |
| 2014                       | Aziz Hamada              | Kuwait       |
| 2014-2016                  | Mohammed Ebrahim Hajeyah | Kuwait       |
| 2016-2017                  | Laurent Banide           | Francia      |
| 2017-18                    | Abdullah Abu Zema        | Kuwait       |
| 2018                       | Mohamed Abdullah         | Kuwait       |
| 2019                       | Waleed Nasar             | Siria        |
| 2020                       | Ruud Krol                | Países Bajos |
| 2020-21                    | Mohamed Abdullah         | Kuwait       |
| 2021                       | Carlos González Juárez   | España       |
| 2021                       | Fathi Al-Jabal           | Túnez        |
| 2021-2022                  | Nabil Maaloul            | Túnez        |
| Rodion Gacanin             | 2022                     | Croacia      |
| Ali Ashoor                 | 2022-2023                | Baréin       |
| Boris Bunjak               | 2023-                    | Serbia       |